# Квадратична формула

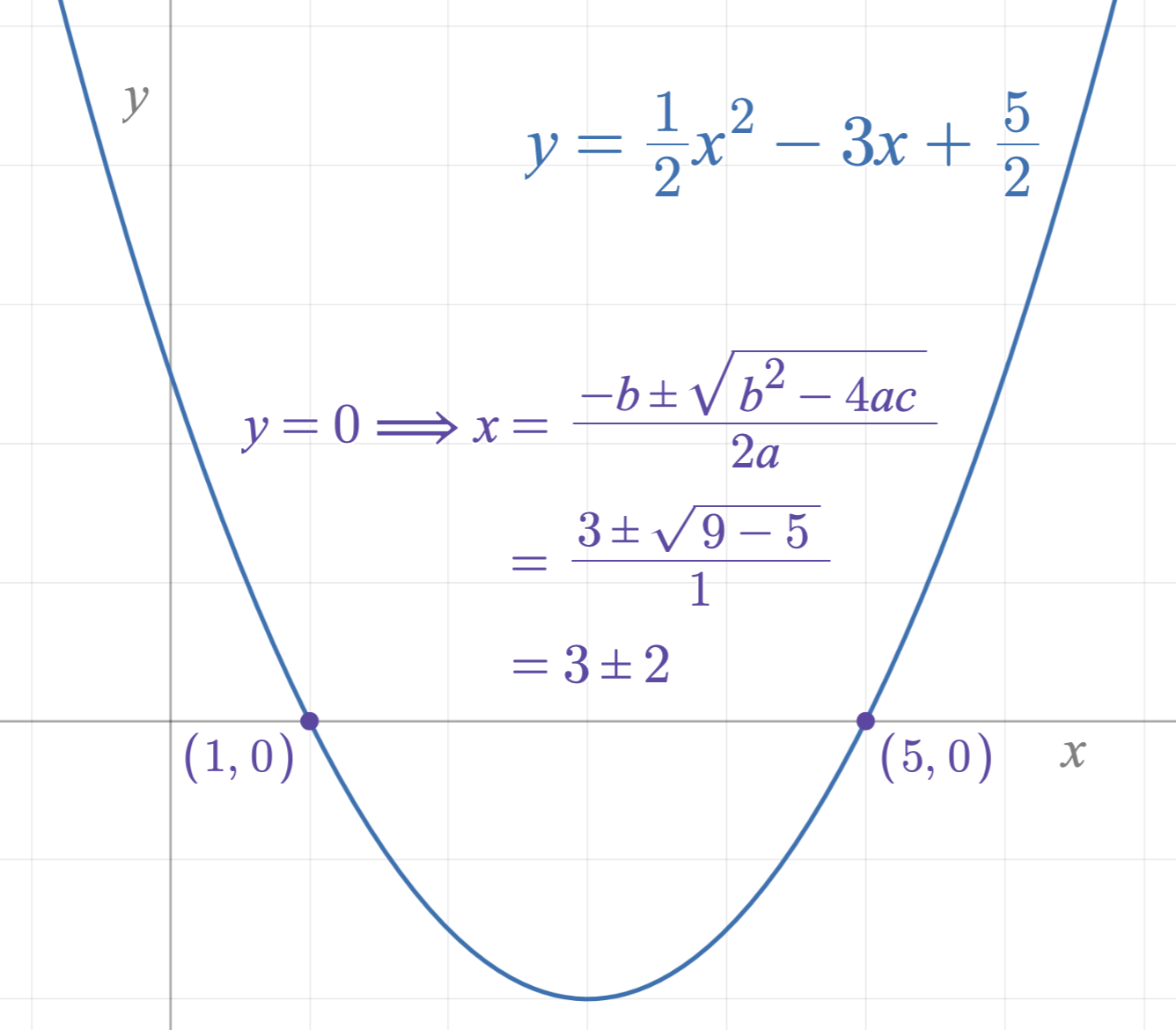
Коріння квадратичної функції y = 1/2x^{2} − 3x + 5/2 — це місця, де граф перетинає вісь x, значення x = 1 та x = 5. Їх можна знайти за допомогою квадратичної формули.

В елементарній алгебрі, квадратична формула (англ. Quadratic formula) — це вираз замкненої форми, що описує розв'язки задачі квадратного рівняння. Інші способи розв'язання квадратних рівнянь, такі як виділення квадрату, дають однакові рішення.
Дано загальне квадратне рівняння виду {\displaystyle \textstyle ax^{2}+bx+c=0}, де {\displaystyle x} представляє невідоме, а коефіцієнти {\displaystyle a}, {\displaystyle b} і {\displaystyle c} представляють відомі дійсні або комплексні числа при {\displaystyle a\neq 0}. Значення {\displaystyle x}, яке називається коренем або нулем, можна знайти використовуючи квадратичну формулу,
{\displaystyle x={\frac {-b\pm {\sqrt {b^{2}-4ac}}}{2a}},}
де символ плюс-мінус «{\displaystyle \pm }» вказує на те, що рівняння має два корені. Ось вони, окремо написані:
{\displaystyle x_{1}={\frac {-b+{\sqrt {b^{2}-4ac}}}{2a}},\qquad x_{2}={\frac {-b-{\sqrt {b^{2}-4ac}}}{2a}}.}
Частина {\displaystyle \textstyle \Delta =b^{2}-4ac} відома як дискримінант квадратного рівняння. Якщо коефіцієнти {\displaystyle a}, {\displaystyle b} та {\displaystyle c} є дійсними числами тоді при {\displaystyle \Delta >0}, рівняння має два різні дійсні корені; при {\displaystyle {1}}, рівняння має один дійсний повторюваний корінь; і при {\displaystyle \Delta <0}, рівняння не має дійсних коренів, але має два різні комплексні корені, які є комплексно спряженими один одному.
Геометрично, корені представляють собою значення {\displaystyle x}, при яких графік квадратичної функції {\displaystyle \textstyle y=ax^{2}+bx+c}, парабола, перетинає вісь {\displaystyle x}: х-перетинів графіку. Квадратична формула також може бути використана для визначення вісь симетрії параболи.

## Виведення шляхом виділення квадрату

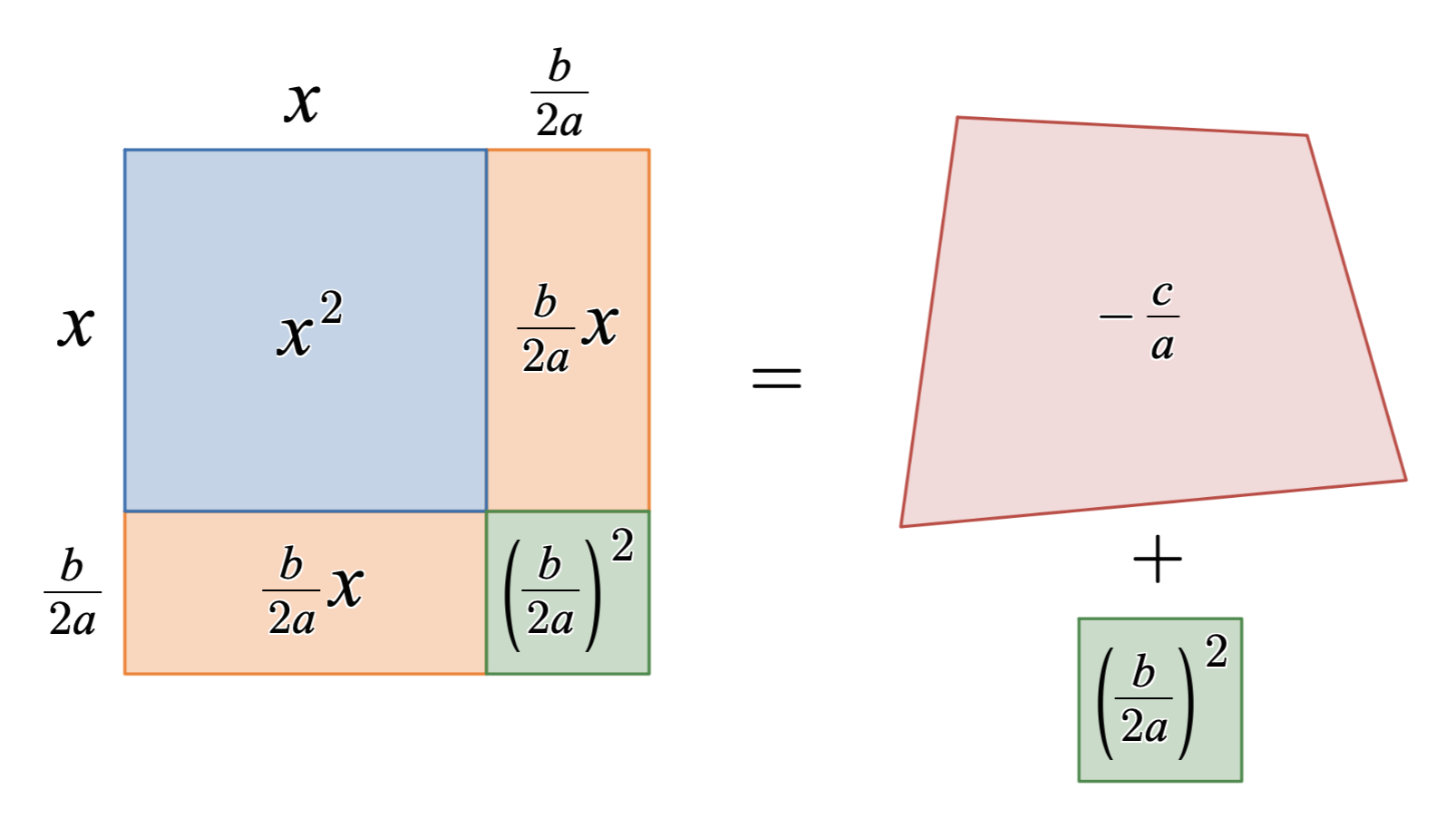
Щоб виділити квадрат, сформуйте квадратний двочлен у лівій частині квадратного рівняння, з якого можна знайти розв'язок, взявши квадратний корінь з обох сторін.

Стандартний спосіб виведення квадратичної формули полягає в застосуванні методу виділення квадрату до загального квадратного рівняння {\displaystyle \textstyle ax^{2}+bx+c=0}. Ідея полягає в тому, щоб перетворити рівняння до вигляду {\displaystyle \textstyle (x+k)^{2}=s} для деяких виразів {\displaystyle k} та {\displaystyle s}, записаних через коефіцієнти, взяти квадратний корінь з обох сторін, а потім виділити {\displaystyle x}.
Почнемо з ділення рівняння на квадратичний коефіцієнт {\displaystyle a}, що дозволено, оскільки {\displaystyle a} не є нулем. Потім ми віднімаємо постійний член {\displaystyle c/a}, щоб виділити його в правій частині:
{\displaystyle {\begin{aligned}ax^{2{\vphantom {|}}}+bx+c&=0\\[3mu]x^{2}+{\frac {b}{a}}x+{\frac {c}{a}}&=0\\[3mu]x^{2}+{\frac {b}{a}}x&=-{\frac {c}{a}}.\end{aligned}}}
Ліва частина тепер має вигляд {\displaystyle \textstyle x^{2}+2kx}, і ми можемо «виділити квадрат», додавши константу {\displaystyle \textstyle k^{2}} для отримання двочлена в квадраті {\displaystyle \textstyle x^{2}+2kx+k^{2}={}}{\displaystyle \textstyle (x+k)^{2}}. У цьому прикладі ми додаємо {\displaystyle \textstyle (b/2a)^{2}} в обидві сторони, щоб можна було факторизувати ліву частину (див. зображення):
{\displaystyle {\begin{aligned}x^{2}+2\left({\frac {b}{2a}}\right)x+\left({\frac {b}{2a}}\right)^{2}&=-{\frac {c}{a}}+\left({\frac {b}{2a}}\right)^{2}\\[5mu]\left(x+{\frac {b}{2a}}\right)^{2}&={\frac {b^{2}-4ac}{4a^{2}}}.\end{aligned}}}
Оскільки ліва частина тепер є ідеальним квадратом, ми можемо легко взяти квадратний корінь з обох сторін:
{\displaystyle x+{\frac {b}{2a}}=\pm {\frac {\sqrt {b^{2}-4ac}}{2a}}.}
Нарешті, віднімання {\displaystyle b/2a} з обох сторін для виділення {\displaystyle x} дає квадратичну формулу:
{\displaystyle x={\frac {-b\pm {\sqrt {b^{2}-4ac}}}{2a}}.}

## Еквівалентні формулювання
Квадратична формула може бути еквівалентно записана за допомогою різних альтернативних виразів, наприклад
{\displaystyle x=-{\frac {b}{2a}}\pm {\sqrt {\left({\frac {b}{2a}}\right)^{2}-{\frac {c}{a}}}},}
який можна отримати, спочатку розділивши квадратне рівняння на {\displaystyle 2a}, в результаті чого отримаємо {\displaystyle \textstyle {\tfrac {1}{2}}x^{2}+{\tfrac {b}{2a}}x+{\tfrac {c}{2a}}=0}, а потім підставляємо нові коефіцієнти у стандартну квадратичну формулу. Оскільки цей варіант дозволяє повторно використовувати проміжно розраховану кількість {\displaystyle {\tfrac {b}{2a}}}, це може дещо зменшити кількість арифметики.

### Квадратний корінь у знаменнику
Менш відома квадратична формула, вперше згадана Джуліо Фаньяно, описує ті ж самі корені за допомогою рівняння з квадратним коренем у знаменнику (припускаючи, що {\displaystyle c\neq 0}):
{\displaystyle x={\frac {2c}{-b\mp {\sqrt {b^{2}-4ac}}}}.}
Тут знак мінус-плюс «{\displaystyle \mp }» вказує на те, що двома коренями квадратного рівняння, в тому ж порядку, що і у стандартної квадратичної формули, є
{\displaystyle x_{1}={\frac {2c}{-b-{\sqrt {b^{2}-4ac}}}},\qquad x_{2}={\frac {2c}{-b+{\sqrt {b^{2}-4ac}}}}.}
Цей варіант було жартома названо формулою «citardauq» («quadratic» (англ. квадратична) задом наперед).
Коли {\displaystyle -b} має протилежний знак як {\displaystyle \textstyle +{\sqrt {b^{2}-4ac}}} або {\displaystyle \textstyle -{\sqrt {b^{2}-4ac}}}, віднімання може призвести до нищівного скасування, що призведе до низької точності числових розрахунків; вибір між варіантом квадратичної формули з квадратним коренем у чисельнику або знаменнику залежно від знаку {\displaystyle b} дозволяє уникнути цієї проблеми. Див. #Числовий розрахунок § Зауваження нижче.
Ця версія квадратичної формули використовується у методі Мюллера для знаходження коренів загальних функцій. Її можна отримати за стандартною формулою з тотожності {\displaystyle x_{1}x_{2}=c/a}, одної з теорем Вієта. Крім того, її можна отримати, розділивши кожну частину рівняння {\displaystyle \textstyle ax^{2}+bx+c=0} на {\displaystyle \textstyle x^{2}}, щоб отримати {\displaystyle \textstyle cx^{-2}+bx^{-1}+a=0}, застосувавши стандартну формулу для знаходження двох коренів {\displaystyle \textstyle x^{-1}\!}, а потім, взявши взаємність, знайти корені {\displaystyle x} початкового рівняння.

## Нотатки
1. ↑  Sterling, Mary Jane (2010), Algebra I For Dummies, Wiley Publishing, с. 219, ISBN 978-0-470-55964-2
2. ↑  Discriminant review, Khan Academy (англ.), процитовано 10 листопада 2019
3. ↑  Understanding the quadratic formula, Khan Academy (англ.), процитовано 10 листопада 2019
4. ↑  Axis of Symmetry of a Parabola. How to find axis from equation or from a graph. To find the axis of symmetry ..., www.mathwarehouse.com, процитовано 10 листопада 2019
5. ↑  Rich, Barnett; Schmidt, Philip (2004), Schaum's Outline of Theory and Problems of Elementary Algebra, The McGraw–Hill Companies, Chapter 13 §4.4, p. 291, ISBN 0-07-141083-X
6. ↑  Li, Xuhui. An Investigation of Secondary School Algebra Teachers' Mathematical Knowledge for Teaching Algebraic Equation Solving, p. 56 (ProQuest, 2007): "The quadratic formula is the most general method for solving quadratic equations and is derived from another general method: completing the square."
7. ↑  Rockswold, Gary. College algebra and trigonometry and precalculus, p. 178 (Addison Wesley, 2002).
8. ↑  Beckenbach, Edwin et al. Modern college algebra and trigonometry, p. 81 (Wadsworth Pub. Co., 1986).
9. ↑  Зокрема, Фаньяно почав з рівняння {\displaystyle xx+bb=ax} і знайшов його розв'язки, які є {\displaystyle x={\frac {2bb}{a\mp a{\sqrt {1-{\dfrac {4bb}{aa}}}}}}.} (У 18 столітті квадрат {\displaystyle \textstyle x^{2}} умовно записувався як {\displaystyle xx}.) 
Fagnano, Giulio Carlo (1750), Applicazione dell' algoritmo nuovo Alla resoluzione analitica dell' equazioni del secondo, del terzo, e del quarto grado [Application of a new algorithm to the analytical resolution of equations of the second, third, and fourth degree], Produzioni matematiche del conte Giulio Carlo di Fagnano, Marchese de' Toschi, e DiSant' Ononio (італ.), т. 1, Pesaro: Gavelliana, Appendice seconda, eq. 6, pp. 467, doi:10.3931/e-rara-8663
10. ↑  Goff, Gerald K. (1976), The Citardauq Formula, The Mathematics Teacher, 69 (7): 550—551, doi:10.5951/MT.69.7.0550, JSTOR 27960584